# Chthonius ilvensis
Espèce
Chthonius ilvensis est une espèce de pseudoscorpions de la famille des Chthoniidae.

## Distribution
Cette espèce est endémique de Toscane en Italie. Elle se rencontre sur l'île d'Elbe.

## Étymologie
Son nom d'espèce, composé de ilv[a] et du suffixe latin -ensis, « qui vit dans, qui habite », lui a été donné en référence au lieu de sa découverte, l'île d'Elbe.

## Publication originale
- Beier, 1963 : Pseudoscorpione aus dem Museum Enrico Caffi in Bergamo. Rendiconti dell'Instituto Lombardo di Scienze e Lettere, sér. B, vol. 97, p. 147-156.